# Trud (Krasnodar)
Trud (del ruso: Труд) es un jútor del raión de Kanevskaya del krai de Krasnodar del sur de Rusia. Está situado en la orilla izquierda del limán Sladki, formado por el río Chelbas y el Miguta, 29 km al noroeste de Kanevskaya y 144 km al norte de Krasnodar, la capital del krai. Tenía 365 habitantes en 2010.
Pertenece al municipio Privolnenskoye.